# (31822) 1999 SY4
1999 SY4 (asteroide 31822) é um asteroide da cintura principal. Possui uma excentricidade de 0.04237510 e uma inclinação de 6.36952º.
Este asteroide foi descoberto no dia 29 de setembro de 1999 por LINEAR em Socorro.